# Paul Emery
 Paul Emery  va ser un pilot de curses automobilístiques anglès que va arribar a disputar curses de Fórmula 1.
Paul Emery va néixer el 12 de novembre del 1916 a Chiswick, Londres, Anglaterra i va morir el 3 de febrer del 1993 a Epsom, Surrey, Anglaterra.

## A la F1
Va debutar a la sisena cursa de la temporada 1956 (la setena temporada de la història) del campionat del món de la Fórmula 1, disputant el 14 de juliol del 1956 el GP de la Gran Bretanya al Circuit de Silverstone.
Paul Emery va participar en un total de dues curses puntuables pel campionat de la F1, disputades en dues temporades diferents, 1956 i 1958, no aconseguint acabar cap cursa.

## Resultats a la Fórmula 1
| Any  | Equip          | Xassís    | Motor | 1   | 2       | 3   | 4   | 5   | 6       | 7   | 8   | 9   | 10  | 11  | Posició | Punts |
| ---- | -------------- | --------- | ----- | --- | ------- | --- | --- | --- | ------- | --- | --- | --- | --- | --- | ------- | ----- |
| 1956 | Emeryson Cars  | Emeryson  | Alta  | ARG | MON     | 500 | BEL | FRA | GBR Ret | ALE | ITA |     |     |     | -       | 0     |
| 1958 | B C Ecclestone | Connaught | Alta  | ARG | MON NVQ | HOL | 500 | BEL | FRA     | GBR | ALE | POR | ITA | MAR | -       | 0     |

### Resum
| Curses: | Victòries: | Pòdiums: | Poles: | Voltes ràpides: | Punts: |
| ------- | ---------- | -------- | ------ | --------------- | ------ |
| 2       | 0          | 0        | 0      | 0               | 0      |